# Дьявольский мост
Дья́вольский мост (болг. Дяволският мост, тур. Şeytan Köprüsü) — памятник архитектуры в общине Ардино Кырджалийской области на юге Болгарии, одна из достопримечательностей Восточных Родоп. Мост через Арду построен в XVI веке на месте старинного римского моста на дороге, связывавшей Горнофракийскую низину с побережьем Эгейского моря (Via Egnatia). Длина моста — 56 м, ширина — 3,5 м.
В настоящее время мост не используется, охраняется как памятник культуры. Почти до моста есть недавно заасфальтированная дорога из Ардино (последние два километра у моста оставили без покрытия, чтобы сохранить аутентичный вид местности), у моста оборудовано место отдыха с навесом и очагом.
После обильных осадков в декабре 2021 года дорогу к мосту завалило камнепадом, ведутся работы по расчистке.

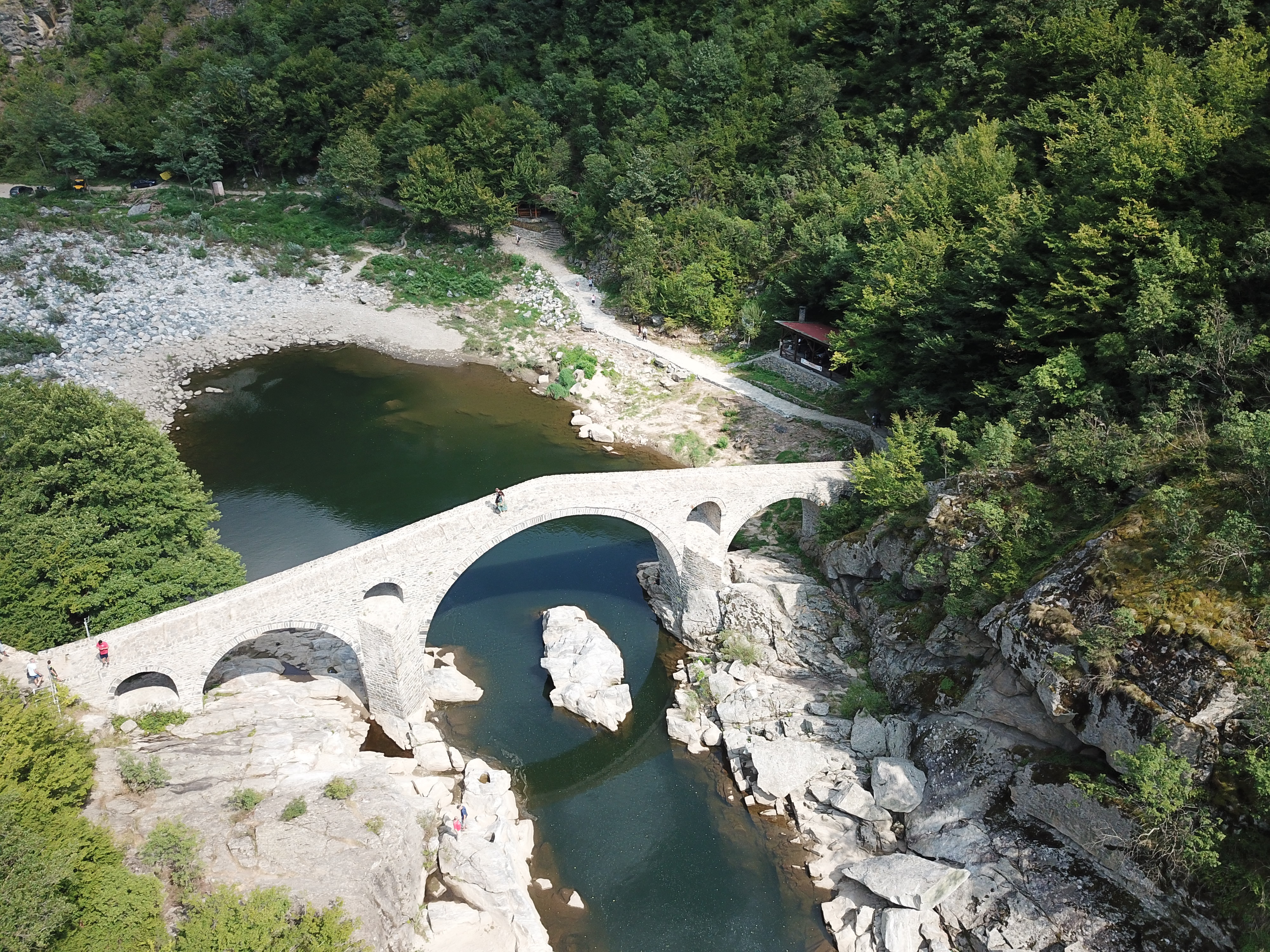
Вид сверху
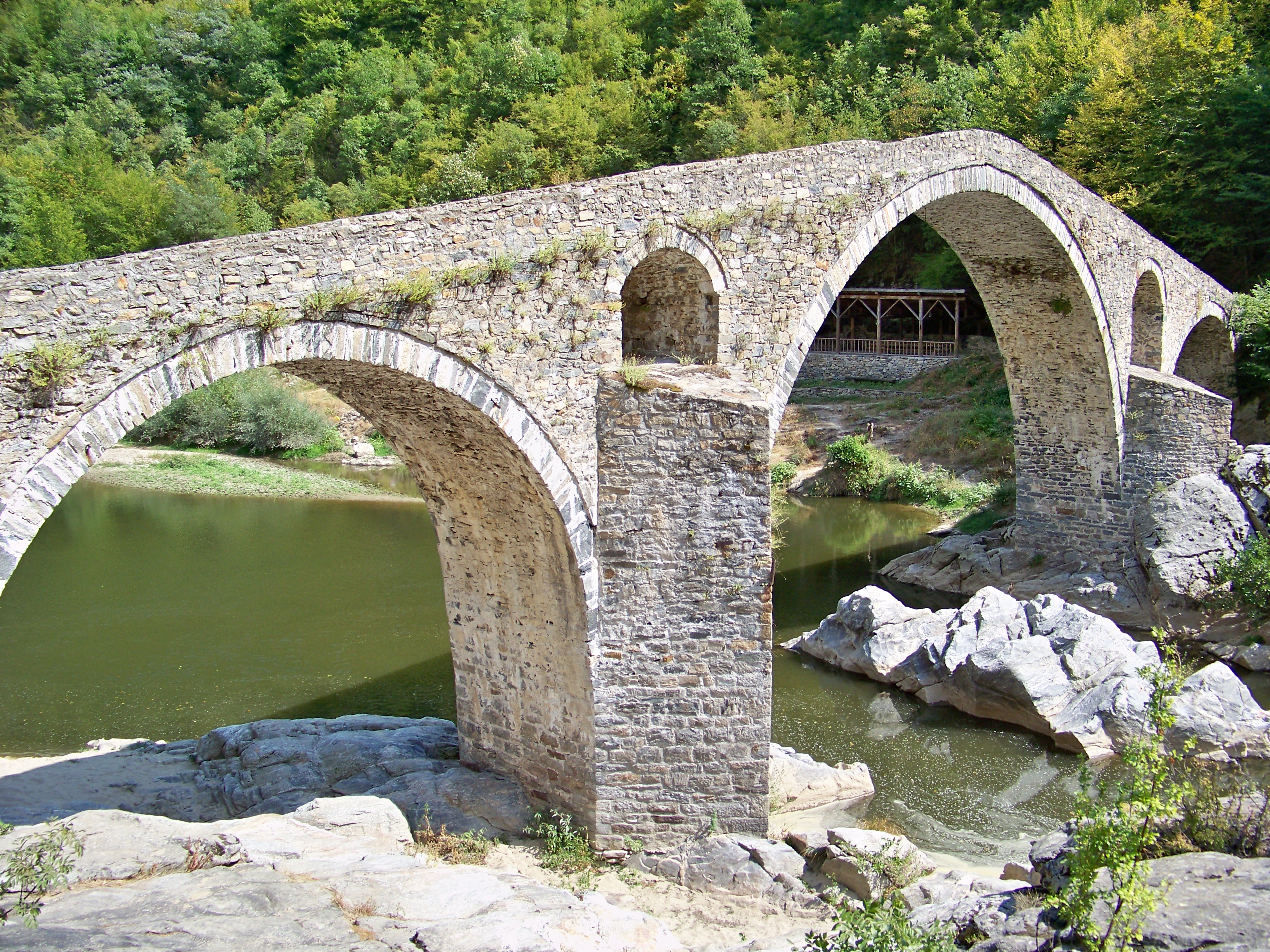
Дьявольский мост
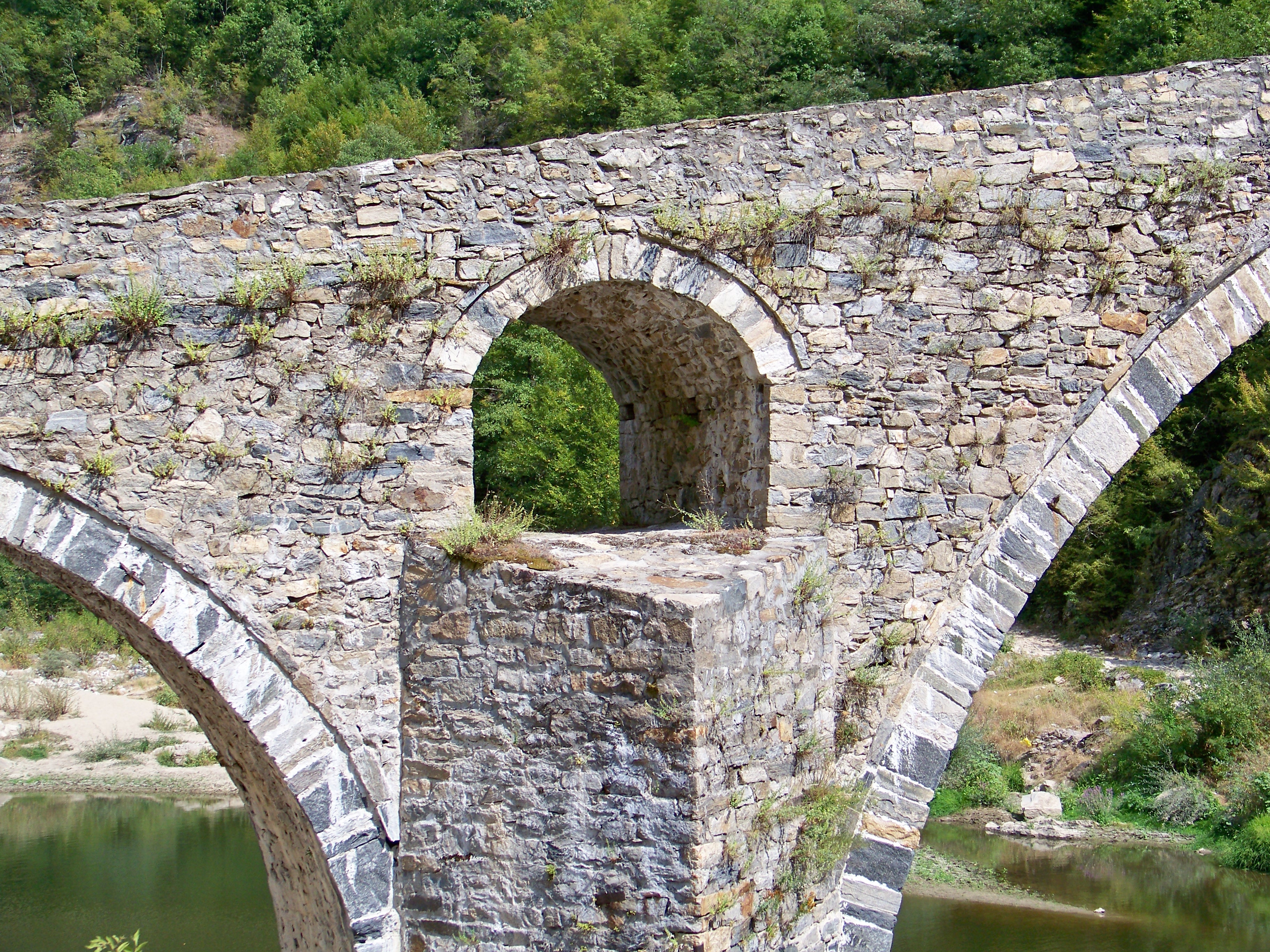
Дьявольский мост
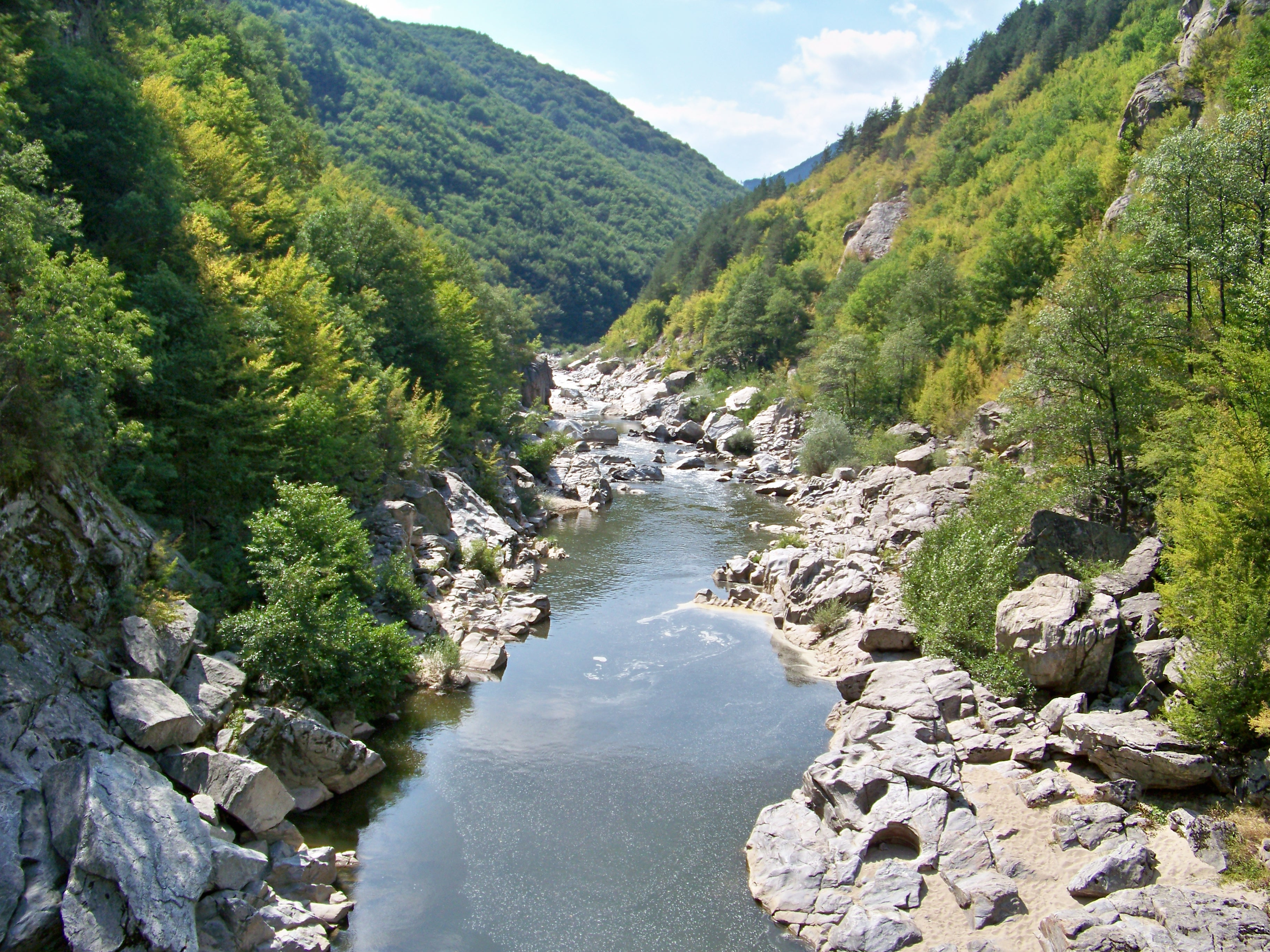
Река Арда